# Nele-Liis Vaiksoo

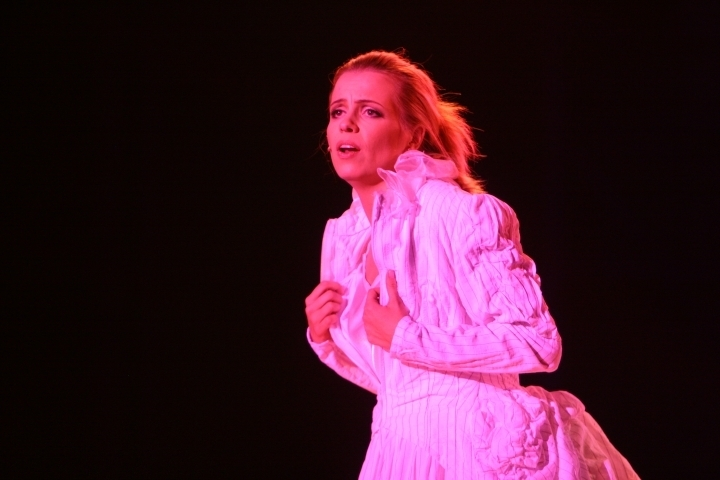
Nele-Liis Vaiksoo im Musical „Fame“ (2006).

Nele-Liis Vaiksoo (* 16. März 1984 in Tallinn) ist eine estnische Sängerin und Musicaldarstellerin.

## Musical
Seit 1998 war Vaiksoo in verschiedenen estnischen Musicals zu sehen. Darunter Les Miserables, Miss Saigon, West Side Story, Cinderella, Fame und Cats.
Bekannt wurde sie in Deutschland als Darstellerin der Sarah in dem Musical Tanz der Vampire, welches am Metronom Theater in Oberhausen bis Januar 2010 gezeigt wurde. Bei der Inszenierung in Stuttgart 2010 wurde sie zunächst von Lucy Scherer und später von Sabrina Auer in der Rolle der schönen Wirtstochter Sarah abgelöst.

## Diskografie
Im Jahre 2003 veröffentlichte sie mit weiteren estnischen Solokünstlern unter dem Bandnamen „Family“ ein Album mit dem Titel „We are Family“. Mit dem Sänger Rolf Roosalu nahm sie 2008 ein Weihnachtsalbum auf.